# Blasco Núñez Vela
Blasco Núñez Vela (1490 – 18 gennaio 1546) è stato un esploratore spagnolo.

## Biografia
Fu il primo viceré del Perù, dal 15 maggio 1544 fino alla sua morte. Fu incaricato dall'imperatore Carlo V di far applicare le leggi nuove, che si occupassero di sistemare la situazione delle encomienda e della protezione degli indios americani.
Núñez Vela nacque ad Avila, in una famiglia nobile e di origini antiche. Fu un cavaliere dell'Ordine di Santiago e corregidor di Malaga e Cuenca, al servizio del Re. Uno dei suoi fratelli era arcivescovo di Burgos. Tra le sue qualità vi erano l'onestà, la lealtà, e il coraggio, tuttavia era di carattere duro, intollerante e violento.
Nell'aprile 1543 Vela venne eletto viceré, governatore e capitano generale del Perù e presidente dell'Audiencia, con uno stipendio pari a 5000 ducati.
Partì da Sanlúcar de Barrameda il 3 novembre 1543 al comando di una flotta, accompagnato da diversi membri dell'Audiencia e da altre persone importanti. Il Re lo aveva incaricato di "mostrarsi come un castigatore severo contro ogni infrazione". Giunse a Lima il 17 maggio 1544.
Le leggi nuove erano state promulgate da re Carlo, sotto l'influenza di riformatori come Bartolomé de Las Casas, con lo scopo di chiarire, espandere e far rispettare le istruzioni delle Leggi di Burgos del 1512. Le leggi di Burgos avevano fornito molti mezzi di difesa agli indigeni, ma non furono mai applicate. Le leggi nuove vennero promulgate il 20 novembre 1542 a Madrid.
Per far rispettare le leggi nuove e sopprimere l'insubordinazione dei conquistador nella Nuova Spagna e nel Perù, ad alcuni rappresentanti della Corona venne dato lo stesso potere e autorità del Re. Questa nuova casta di rappresentanti venne chiamata virrey (viceré). Le Audiencia vennero create per aiutare i viceré nell'amministrazione civile e della giustizia, composte da quattro giudici, detti oidores.
Núñez arrivò a Nombre de Dios il 10 gennaio 1544, e da lì giunse a Panama. Partendo dall'Audiencia di Panama raggiunse il Perù a Tumbes il 14 marzo 1544, per poi recarsi a Trujillo e a La Barranca.
Le leggi nuove non vennero accolte bene dai conquistador in quanto avrebbero posto fine alla schiavitù degli indios e avrebbero imposto nuove tasse con il trasferimento dei diritti delle encomienda al Re.
Núñez giunse a Lima, la capitale della colonia, il 17 maggio 1544 dove venne ricevuto con gli onori reali, mentre gli ufficiali, già consci della prossima applicazione delle leggi, lo accolsero con ostilità e resistenza. Núñez stesso iniziò ad avere dubbi sul come far rispettare le leggi nuove.
La resistenza rese maggiore la sua sfiducia nei confronti altrui e rese molto più dura la sua tattica. Fece imprigionare Cristóbal Vaca de Castro, il capo del governo coloniale che lo aveva preceduto e lo fece trasferire in Spagna. Il 13 settembre 1544, durante un colloquio in tarda notte nel palazzo del viceré, Núñez accusò Juan Suárez de Carbajal di essere colpevole di tradimento. All'aumentare della tensione nel dibattito Núñez uccise Suárez con un pugnale.
La morte di Suárez causò il distacco dell'Audiencia dal viceré; contando sull'aiuto di Gonzalo Pizarro, fratello di Francisco Pizarro, cercarono di togliere l'incarico a Núñez e di spedirlo in Spagna. Il 18 settembre 1544 lo fecero deporre e lo imprigionarono. Il viceré venne mandato sull'Isola di San Lorenzo per essere giudicato dall'oidor Álvarez. Sotto la custodia di Álvarez, Núñez lasciò San Lorenzo per raggiungere Panama il 24 settembre dello stesso anno. Superato il porto, Álvarez disse a Núñez di essere ora libero e gli lasciò il comando della nave.
Núñez partì per Tumbes dove sbarcò nella metà di ottobre. Radunando un piccolo esercito si diresse a sud per combattere contro i conquistador. Pizarro entrò a Lima il 28 ottobre a capo di 1200 uomini addestrati e armati di artiglieria sotto lo stendardo reale della Castiglia. Entrambe le parti in contesa dichiararono di essere difensori del Re. Pizarro venne nominato governatore e capitano generale del Perù fino a che il Re non avesse trovato un rimpiazzo.
Núñez e il suo piccolo esercito lasciarono San Miguel (vicino a Quito) poco più avanti dei soldati di Pizarro, cercando di raggiungere Belalcázar, il comandante fedele al regno presso Popayán. Núñez fece giustiziare tre ufficiali sospettati di tradimento. Mentre Núñez stava arrivando a Popayán, Pizarro occupò Quito e attirò il viceré usando uno stratagemma; i due eserciti s'incontrarono il 18 gennaio 1546 presso Añaquito.
Núñez riuscì a combattere bene nonostante la sua età, ma venne ucciso e decapitato quando i settecento uomini di Pizarro batterono il suo esercito di poche centinaia di unità. La sua testa venne impalata su una picca per mostrare la vittoria dei conquistador. Temendo la perdita delle colonie in America, la corona di Castiglia attenuò le leggi nuove e rese di nuovo ufficiali le encomiendas.
Il re Carlo dichiarò che Núñez dovesse essere onorato annualmente in ricordo della sua morte. Carlo diede il titolo di cavalieri a due dei suoi figli, uno nell'Ordine di Santiago e l'altro nell'Ordine di Alcántara; i due diventarono ambasciatori spagnoli per la Francia, capitani generali dell'artiglieria e arcivescovi di Burgos.